# Iłowiec (województwo lubelskie)
Iłowiec – wieś w Polsce położona w województwie lubelskim, w powiecie zamojskim, w gminie Skierbieszów.
W latach 1954–1961 wieś należała i była siedzibą władz gromady Iłowiec, po jej zniesieniu w gromadzie Skierbieszów. W latach 1975–1998 miejscowość administracyjnie należała do województwa zamojskiego.
Wieś jest sołectwem w gminie Skierbieszów. Według Narodowego Spisu Powszechnego z roku 2011 wieś liczyła 204 mieszkańców.
Wierni Kościoła rzymskokatolickiego należą do parafii Wniebowzięcia Najświętszej Maryi Panny w Skierbieszowie lub do parafii Niepokalanego Serca Najświętszej Maryi Panny w Łaziskach.

## Części wsi
| SIMC    | Nazwa     | Rodzaj    |
| ------- | --------- | --------- |
| 0898455 | Kalinówka | część wsi |
| 0898461 | Ostrówek  | część wsi |
| 0898478 | Popławy   | część wsi |
| 0898484 | Zawoda    | część wsi |

## Historia
Według Słownika geograficznego Królestwa Polskiego z roku 1882, Iłowiec to wieś i dwa majątki większe, dzielące się w nomenklaturze hipotecznej na Iłowiec A. i Iłowiec B. w powiecie zamojskim, gminie i parafii Skierbieszów. Odległe od Zamościa wiorst 16, Krasnegostawu wiorst 27 ½. Wieś Iłowiec liczyła: domów dworskich 8, włościańskich 44, ludności katolickiej 12, prawosławnej 69, w sumie 81 mieszkańców. Poszczególne majątki zajmują obszaru: Iłowiec własność A. Boduszyńskiego z folwarkiem Majdan Żukowski (dziś nie istnieje) 1193 mórg, Iłowiec B. Tora z folwarkiem Majdan Szorcówka 664 mórg, a włościanie 526 mórg gruntów. W Iłowcu był młyn wodny o 2 kamieniach i szkoła początkową.

Spis z roku 1827 wykazał tu 53 domy i 300 mieszkańców.